# Евергрін (округ Вошберн, Вісконсин)
Евергрін (англ. Evergreen) — місто (англ. town) в США, в окрузі Вошберн штату Вісконсин. Населення — 1191 особа (2020).

## Демографія
Згідно з переписом 2010 року, у місті мешкало 1135 осіб у 463 домогосподарствах у складі 335 родин. Було 664 помешкання
Расовий склад населення:
| - 97,4 % — білих - 0,8 % — корінних американців - 0,1 % — вихідців з тихоокеанських островів - 0,1 % — чорних або афроамериканців - 0,1 % — азіатів |

До двох чи більше рас належало 1,4 %. Частка іспаномовних становила 1,0 % від усіх жителів.
За віковим діапазоном населення розподілялося таким чином: 20,1 % — особи молодші 18 років, 62,4 % — особи у віці 18—64 років, 17,5 % — особи у віці 65 років та старші. Медіана віку мешканця становила 47,1 року. На 100 осіб жіночої статі у місті припадало 102,7 чоловіків;  на 100 жінок у віці від 18 років та старших — 102,9 чоловіків також старших 18 років.
Середній дохід на одне домашнє господарство  становив 84 486 доларів США (медіана — 64 167), а середній дохід на одну сім'ю — 105 090 доларів (медіана — 76 917). Медіана доходів становила 55 125 доларів для чоловіків та 38 750 доларів для жінок. За межею бідності перебувало 14,2 % осіб, у тому числі 11,9 % дітей у віці до 18 років та 0,0 % осіб у віці 65 років та старших.
Цивільне працевлаштоване населення становило 536 осіб. Основні галузі зайнятості: освіта, охорона здоров'я та соціальна допомога — 25,6 %, виробництво — 17,7 %, роздрібна торгівля — 9,0 %, науковці, спеціалісти, менеджери — 6,7 %.